# Роллан, Кевин
Кеви́н Ролла́н (фр. Kevin Rolland; род. 10 августа 1989 в Бур-Сен-Морисе, Савойя, Рона — Альпы, Франция) — французский фристайлист, специализирующийся в дисциплине хафпайп. 
Бронзовый призёр Олимпийских игр 2014 года в дисциплине хафпайп. Чемпион мира 2009 года и серебряный призёр чемпионата мира 2011 года в хафпайпе. Двукратный обладатель кубка мира в хафпайпе (2008/09 и 2015/16). Победитель пяти этапов Кубка мира. Многократный победитель зимних X Games в дисциплине суперпайп.

## Результаты

### Олимпийские игры
| Место | Дата            | Место проведения | Вид     | Победитель |
| ----- | --------------- | ---------------- | ------- | ---------- |
| 3     | 18 февраля 2014 | Сочи             | Хафпайп | Дэвид Уайз |

### Чемпионат мира
| Место | Дата           | Место проведения | Вид     | Победитель  |
| ----- | -------------- | ---------------- | ------- | ----------- |
| 1     | 5 марта 2009   | Инавасиро        | Хафпайп | —           |
| 2     | 5 февраля 2011 | Дир-Уэлли        | Хафпайп | Майк Риддл  |
| 7     | 5 марта 2013   | Восс             | Хафпайп | Дэвид Уайз  |
| 3     | 18 марта 2017  | Сьерра-Невада    | Хафпайп | Аарон Бланк |

### Кубок мира
Указаны занятые места
| Сезон   | Общий зачёт | Хафпайп |
| ------- | ----------- | ------- |
| 2005/06 | 70          | 7       |
| 2006/07 | 115         | 13      |
| 2007/08 | 54          | 10      |
| 2008/09 | 6           | 1       |
| 2010/11 | 31          | 5       |
| 2012/13 | 51          | 11      |
| 2013/14 | 32          | 4       |
| 2014/15 | 15          | 3       |
| 2015/16 | 2           | 1       |

#### Подиумы
На 12 января 2014 года
| Дата            | Место проведения    | Вид     | Место |
| --------------- | ------------------- | ------- | ----- |
| 13 января 2008  | Ле-Контаминь-Монжуа | Хафпайп | 2     |
| 11 января 2009  | Ле-Контаминь-Монжуа | Хафпайп | 3     |
| 31 января 2009  | Парк-Сити           | Хафпайп | 1     |
| 19 марта 2009   | Ла-Плань            | Хафпайп | 1     |
| 20 марта 2011   | Ла-Плань            | Хафпайп | 1     |
| 2 февраля 2013  | Парк-Сити           | Хафпайп | 3     |
| 20 декабря 2013 | Куппер-Маунтин      | Хафпайп | 2     |
| 12 января 2014  | Брекенридж          | Хафпайп | 3     |

- В сумме (3 первых, 2 вторых и 3 третьих мест).